# Gerald Lloyd-Verney
Gerald Harry George Lloyd-Verney (ur. 10 lipca 1900 w Londynie, zm. 3 kwietnia 1957 w Enniskerry) – brytyjski wojskowy, generał dywizji, dowódca 7 Dywizji Pancernej („Pustynnych Szczurów”) podczas II wojny światowej.

## Wczesne lata
Był synem Harry'ego Lloyda Verneya i Joan Elizabeth Mary Cuffe. Uczęszczał do Eton College. Był paziem króla Jerzego V w latach 1914–1917.

## Kariera wojskowa
Otrzymał powołanie do Pułku Grenadier Guards w 1919 r. Został adiutantem gubernatora Australii Południowej w 1928 r., a następnie, po ukończeniu Staff College w Camberley w latach 1938–1939, został przeniesiony do Gwardii Irlandzkiej w 1939 r.
Służył w czasie II wojny światowej najpierw jako instruktor w Staff College w 1940 r., później jako dowódca 2. batalionu Gwardii Irlandzkiej podczas jej przejścia z koni na czołgi w Wielkiej Brytanii pod koniec tego roku. Został mianowany dowódcą 32 Brygady Gwardii w 1942 r., dowódcą 6 Brygady Pancernej Gwardii w styczniu 1943 r. i wreszcie dowódcą 7 Dywizji Pancernej na froncie zachodnim w sierpniu 1944 r. Został na to stanowisko mianowany osobiście mianowany przez feldmarsz. Bernarda Montgomery'ego. Dowodził dywizją do 22 listopada. Później był także dowódcą 1 Brygady Gwardii we Włoszech i Austrii w latach 1944–1945, kiedy został dowódcą wojsko brytyjskich w Wiedniu.
Jego ostatnią nominacją było stanowisko dowódcy 56 Londyńskiej Dywizji Pancernej w 1946 r. Verney odszedł z wojska w 1948 r.

## Życie osobiste
W 1926 r. poślubił Hon Joyce Sybil Vivian Smith, córkę Vivian Smith, 1. barona Bicestera; mieli jednego syna i jedną córkę. Lloyd-Verney zmarł 3 kwietnia 1957 r. w Enniskerry w Irlandii w wieku 56 lat